# 乌夜啼
乌夜啼，词牌名，本為唐代教坊曲。雙調四十七字，前後段各四句，兩平韻。唐朝李白、白居易等人有同名詩作《烏夜啼》，但不是詞。

## 異名
郭茂倩《樂府詩集》有清商曲《烏夜啼》，本為六朝及唐人古今詩體，與此不同。此詞為借舊曲之名，另翻新聲而作。宋歐陽修詞名《聖無憂》，趙令畤詞名《錦堂春》。

## 词牌格式
註：
平表示平聲，
仄表示仄聲，
仄表示本仄可平，
平表示本平可仄，粗體表示韻腳。

### 正體
雙調四十七字，前後闕各四句、兩平韻。

仄仄平平仄，平平仄仄平平。仄平仄仄平平仄，仄仄仄平平。
仄仄仄平平仄，仄平仄仄平平。仄平仄仄平平仄，仄仄仄平平。

例詞：
- 李煜

昨夜風兼雨，簾幃颯颯秋聲。燭殘漏斷頻敧枕，起坐不能平。
世事漫隨流水，算來一夢浮生。醉鄉路穩宜頻到，此外不堪行。